# 哈克站
哈克站是位于内蒙古自治区呼伦贝尔市海拉尔区哈克镇的一个铁路车站，邮政编码021013。车站建于1901年，有滨洲铁路经过该站，现办理客运货运业务，车站及其上下行区间均未电气化。车站距离哈尔滨站721公里，隶属哈尔滨铁路局，是四等站。
1. ↑  Мелихов Г.В.  (PDF). Русский путь. 2003  [2022-06-24]. （原始内容存档 (PDF)于2022-04-03）.